# Lisa Schlenker
Lisa Schlenker (Lake Oswego, 7 de octubre de 1964) es una deportista estadounidense que compitió en remo.
Ganó tres medallas de plata en el Campeonato Mundial de Remo entre los años 1998 y 2002. Participó en los Juegos Olímpicos de Atenas 2004, ocupando el séptimo lugar en la prueba de doble scull ligero.

## Palmarés internacional
| Campeonato Mundial | Campeonato Mundial      | Campeonato Mundial | Campeonato Mundial      |
| Año                | Lugar                   | Medalla            | Prueba                  |
| ------------------ | ----------------------- | ------------------ | ----------------------- |
| 1998               | Colonia (Alemania)      | Medalla de plata   | Cuatro scull ligero     |
| 1999               | St. Catharines (Canadá) | Medalla de plata   | Scull individual ligero |
| 2002               | Sevilla (España)        | Medalla de plata   | Scull individual ligero |